# Ytter-Rissjön (Åsele socken, Lappland)
Ytter-Rissjön är en sjö i Åsele kommun i Lappland och ingår i Gideälvens huvudavrinningsområde. Sjön har en area på 2,16 kvadratkilometer och ligger 334,1 meter över havet. Sjön avvattnas av vattendraget Flärkån.
I praktiken sitter Ytter-Rissjön ihop med Över-Rissjön via det 100 meter breda Rissjösundet, vilket antyds av att båda sjöarna har samma samiska namn - Rissjejaevrie. VISS har valt att betrakta de två delarna som separata sjöar. 

## Delavrinningsområde
Ytter-Rissjön ingår i det delavrinningsområde (710443-159526) som SMHI kallar för Utloppet av Ytter-Rissjön. Medelhöjden är 373 meter över havet och ytan är 12,55 kvadratkilometer. Räknas de 7 avrinningsområdena uppströms in blir den ackumulerade arean 91 kvadratkilometer. Flärkån som avvattnar avrinningsområdet har biflödesordning 1, vilket innebär att vattnet flödar genom totalt 1 vattendrag (Gideälven) innan det når havet efter 133 kilometer. Avrinningsområdet består mestadels av skog (73 procent). Avrinningsområdet har 2,13 kvadratkilometer vattenytor vilket ger det en sjöprocent på 16,9 procent.